# 최병국 (1956년)
최병국(崔炳國, 1956년 1월 22일 ~ , 경상북도 경산시)은 대한민국 경찰서장 출신 전직 경상북도 경산시장이다. 2012년 7월, 뇌물수수 혐의로 징역 4년형을 선고받았고, 2012년 11월 15일, 대법원 판결에서 징역 4년으로 확정되었고 시장직을 상실하였다.

## 약력
- 1956.01. 22 : 경상북도 경산군 하양면 남하2동 (현.경상북도 경산시 하양읍 남하2리) 출신
- 1968.02 : 청천초등학교 졸업
- 1972.02 : 대구대건중학교 졸업
- 1973.06 : 대구상업고등학교 2학년 재학 중 대입검정고시 합격
- 1979.02 : 영남대학교 법대
- 1985.02 : 서울대학교 행정대학원 수료
- 1987.08 ~ 1989.05 : 미국 남가주대 행정대학원 (행정학 석사)

## 경력
- 1979.12 : 제23회 행정고등고시 합격
- 1980.05 ~ 1981.04 : 수습행정사무관 (행자부, 경북도청, 영천군(현.영천시)청)
- 1981.05 : 철도청 광주역 여객과장
- 1983.07 : 육군 병장 만기제대
- 1984.02 : 대구 북부경찰서 대공과장 (현.보안과장)
- 1984.11 : 대구 수성경찰서 경비과장
- 1987.05 : 국립과학수사연구소 관리계장
- 1991.01.04 : 경북 군위경찰서장(전국 최연소 경찰서장,34세)
- 1992.07 : 경북 영천경찰서장
- 1993.03 : 대구 북부경찰서장
- 1993.12 : 경찰청 기획과장
- 1995.01~1995.12 : 22대 서울 노량진(현.동작)경찰서장
- 1995.11 : 경찰청 외사3과장
- 1996.10:99 : 인터폴 총회 유치
- 1997.01.22 : 경찰 사직
- 2000.04 : 제16대 국회의원 출마 낙선 (무소속)
- 2000.08 ~ 2003.08 : 청하출판기획사 사장
- 2003.08 ~ 2003.11 : 지하철 경산연장 10만 서명운동 본부장
- 2004.06 : 국가공인 1급 정책분석평가사 자격취득
- 2005.05.02 ~ 2010.06.30 : 제11~12대 경산시장 (한나라당,최연소)
- 2010.07.01 ~ 2012.11.15 : 제13대 경산시장 (무소속)
- 2008.09 : 계간『문학예술』수필부문 신인상 수상(2008년 가을호)으로 등단

## 저서
- 맑은 물에 고기가 모인다 』

## 역대 선거 결과
|  | 13.97% |

|  | 61.80% |

|  | 66.90% |

|  | 53.64% |